# Pseudoneureclipsis arimaspos
Pseudoneureclipsis arimaspos är en nattsländeart som beskrevs av Luadee och Malicky 1999. Pseudoneureclipsis arimaspos ingår i släktet Pseudoneureclipsis och familjen fångstnätnattsländor. Inga underarter finns listade i Catalogue of Life.